# Charles Herbert Joyce

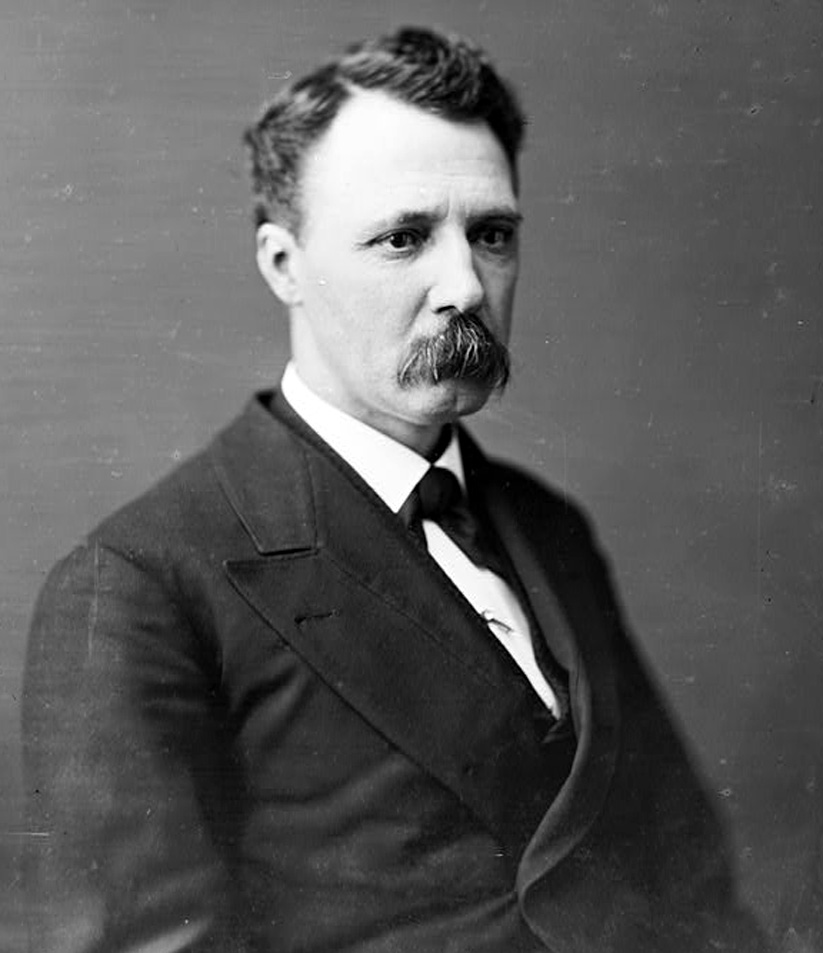
Charles Herbert Joyce

Charles Herbert Joyce (* 30. Januar 1830 bei Andover, England; † 22. November 1916 in Pittsfield, Vermont) war ein US-amerikanischer Politiker. Zwischen 1875 und 1883 vertrat er den ersten Wahlbezirk des Bundesstaats Vermont im US-Repräsentantenhaus.

## Werdegang
Charles Joyce wurde in der englischen Grafschaft Hampshire geboren und wanderte im Jahr 1836 mit seinen Eltern in die Vereinigten Staaten aus. Die Familie ließ sich in Waitsfield (Vermont) nieder. Charles besuchte die Northfield Academy und das Newbury Seminary. Nach einem Jurastudium und seiner im Jahr 1852 erfolgten Zulassung als Rechtsanwalt begann er Northfield in seinem neuen Beruf zu arbeiten. Außerdem arbeitete er zwei Jahre lang als Archivator der Staatsregierung von Vermont (State Librarian).
Zwischen 1857 und 1858 war Joyce Bezirksstaatsanwalt im Washington County. Während des Bürgerkrieges war er Major in der regulären US-Armee und Oberstleutnant einer Freiwilligeneinheit aus Vermont. Nach dem Ende des Krieges arbeitete er wieder als Rechtsanwalt.
Politisch war Charles Joyce Mitglied der Republikanischen Partei. Zwischen 1869 und 1871 war er Abgeordneter im Repräsentantenhaus von Vermont; ab 1870 war er Präsident dieser Kammer. 1874 wurde er im ersten Distrikt von Vermont in das US-Repräsentantenhaus in Washington, D.C. gewählt, wo er am 4. März 1875 die Nachfolge von Charles W. Willard antrat. Nach dreimaliger Wiederwahl konnte er bis zum 3. März 1883 insgesamt vier Legislaturperioden im Kongress absolvieren. Im Jahr 1882 verzichtete er auf eine erneute Kandidatur. Nach dem Ende seiner Zeit im Kongress arbeitete Joyce wieder als Rechtsanwalt in Rutland. Dann zog er sich nach Pittsfield zurück, wo er seinen Lebensabend verbrachte. Er starb im November 1916 und wurde in Rutland beigesetzt.